# One Last Breath
A One Last Breath (magyarul: Egy utolsó lélegzet) egy dal, amely Görögországot képviselte a 2015-ös Eurovíziós Dalfesztiválon, Bécsben a ciprusi Maria Elena Kyriakou előadásában. A dal a 2015. március 4-én megrendezett öt résztvevős görög nemzeti döntőben nyerte el az indulás jogát.
A görög műsorsugárzó, a NERIT 2015. február 17-én hozta nyilvánosságra a 2015-ös Eurovíziós Dalfesztivál görögországi előválogatójába, az Eurosong - A MAD Show-ba beválogatott 5 előadó nevét. A teljes dalokat február 26-án hozták nyilvánosságra. A nemzeti döntőre március 4-én került sor. A szavazás során Maria Elena Kyrikou dala kapta a legtöbb pontot, így ő képviselhette Görögországot Bécsben.
A dalt az Eurovíziós Dalfesztiválon, Bécsben először a május 19-i első elődöntőben adták elő, fellépési sorrendben hatodikként a finn Pertti Kurikan Nimipäivät Aina mun pitää című dala után, és az észt Elina Born és Stig Rästa Goodbye to Yesterday című dala előtt. Innen 81 ponttal, a 6. helyen jutottak tovább a döntőbe.
A május 23-i döntőben fellépési sorrendben tizenötödikként adták elő a dalt, az osztrák The Makemakes I Am Yours című dala után, és a montenegrói Knez Adio című dala előtt. A szavazás során 23 pontot szereztek, amivel a 19. helyen végeztek.

## Külső hivatkozások
- Dalszöveg (angol nyelven). 4lyrics.eu
- A dal előadása a görög nemzeti döntőben. YouTube-videó, Eurosong - A MAD show, 2015. március 4.
- A dal előadása a 2015-ös Eurovíziós Dalfesztivál első elődöntőjében. YouTube-videó, Eurovision Song Contest, 2015. május 19.
- A dal előadása a 2015-ös Eurovíziós Dalfesztivál döntőjében. YouTube-videó, Eurovision Song Contest, 2015. május 23.